# AT-X
AT-X (アニメシアターX Anime Shiatā X?, lit. «Anime Theater X») es un canal de televisión japonés que pertenece a AT-X, Inc. (株式会社エー・ティー・エックス?). AT-X, Inc. fue fundado el 26 de junio de 2000 como subsidiaria de TV Tokyo Medianet, el cual, a su vez, es subsidiaria de TV Tokyo. Sus oficinas se encuentran en Minato, Tokio. AT-X emite anime via satélite, cable e IPTV desde el 24 de diciembre de 1997.
AT-X ha emitido varias adaptaciones animadas de trabajos de la revista Comic Gum. Ikkitousen, Amaenaide yo!! y Fight Ippatsu! Jūden-chan!! tuvieron su primera emisión en AT-X, antes de que fueran reemitidas en el canal Tokyo-MX.
Como canal premium, AT-X es conocido por emitir versiones sin censura de muchos animes como Fight Ippatsu! Jūden-chan!!, Amaenaide yo!!, Elfen Lied, Mahoromatic, To Love-Ru, Highschool of the Dead, Girls Bravo, High School DxD, y Kaifuku Jutsushi no Yarinaoshi, los cuales normalmente serían emitidos censurados en canales de televisión abierta como TV Tokyo a causa de la gran cantidad de desnudos y otro tipo de contenido para adultos.